# TXNニュースワイド 夕方いちばん
『TXNニュースワイド 夕方いちばん』（ティーエックスエヌニュースワイド ゆうがたいちばん）は、1997年9月29日から1999年10月3日まで放送されたテレビ東京制作のニュース・情報番組である。

## 概要
放送時間は、平日は17:00 - 17:55（JST）、週末は17:30 - 17:55。全国のTXN系列局の他、岐阜放送、びわ湖放送、奈良テレビ放送、テレビ和歌山で放送された。
テレビ東京では18時台にアニメなどの子供向け番組を放送している関係で、ずっと17時台に全国総合ニュースを放送しているが、この番組はその枠をこれまでの17:30開始から、30分前倒して17:00開始に繰り上げた
時間を55分に拡大した事で、これまで時間の関係上中々放送できなかった特集企画や生活情報などを盛り込んだ編成とした
テレビ東京は17時台前半にはバラエティ番組やアニメを編成していたが、揃って終了となる。TXN系列各局のローカルニュースは『THIS EVENING』時代は17時台前半に放送していたが、17時台後半へ移動した。

## 主なコーナー
少子長命いちばん館
人生の達人とされるお年寄りに密着し、その姿を伝える。
列島いちばん
毎週月曜に全国ネット枠で放送されていたコーナー。TXN系列局のスタジオと中継を結び、地域の話題を伝える。
シリーズ　少子長命時代
テレビ東京報道として、少子高齢化の問題や現状を伝えるシリーズ企画。
里佳子のトレンド発見（ライフナビ）
末武アナが巷をにぎわすトレンド商品やサービスを伝える。
久保田さんのお天気
本社前や中継先から気象の話題や最新天気を伝える。
いちばん特集
生活情報を中心とした特集。

## タイムテーブル

### 平日
- 17:00  ヘッドライン、オープニング、ニュース
- 17:15頃 日替わり企画
- 17:20頃 久保田さんの全国天気
- 17:22頃 ニュースフラッシュ
- 17:23 市況

※ここからテレビ東京のみ
- 17:25 いちばん特集
- 17:39頃 関東天気

※ここでテレビ北海道とTXN九州（現：TVQ九州放送）がネット復帰
- 17:40 ニュース
- 17:51頃 放送後記
- 17:52 エンディング

### 週末
土曜
- 17:30 特集予告、オープニング
- 17:31 ニュース
- 17:36頃 土曜特集
- 17:49頃 ブーニーの天気予報
- 17:51頃 明日の予告、エンディング
- 17:52 ブーニーと記念撮影（※びわ湖放送は未ネット[注 3]）

日曜
- 17:30 特集予告、オープニング
- 17:31 ニュース
- 17:36頃 日曜特集
- 17:47頃 ニュース犬が行く!!
- 17:51頃 来週の予定、エンディング
- 17:52 ブーニーと記念撮影（※びわ湖放送は未ネット[注 3]）

### 番組ネットのTXN系列局・独立局のローカルニュースの変遷
| 放送局名       | 番組名                                                                                    |
| -------------- | ----------------------------------------------------------------------------------------- |
| テレビ北海道   | TVh道新ニュース                                                                           |
| テレビ愛知     | 夕方いちばん（愛知ローカル）                                                              |
| テレビ大阪     | 夕方いちばんKANSAI（1997年10月 - 1999年3月） 満点!しあわせテレビ（1999年4月 - 2000年9月） |
| テレビせとうち | TSCナイス5                                                                                |
| TVQ九州放送    | 夕方いちばん福岡                                                                          |
| 岐阜放送       | らぶらぶワイドぎふTODAY（17:25からの別番組）                                              |

## 出演者
| 期間 | 期間       | 月曜 - 金曜          | 月曜 - 金曜         | 月曜 - 金曜 | 土曜・日曜   | 土曜・日曜  | 土曜・日曜               |
| 期間 | 期間       | メイン               | 気象                | リポーター  | メイン       | メイン      | ニュース犬               |
| --- | ---------- | -------------------- | ------------------- | ----------- | ------------ | ----------- | ------------------------ |
| 1997.9.29 | 1997.12.28 | 宮田鈴子1 大岡優一郎 | 久保田麻三留2・3・4 | （不在）    | 福田秀和2・5 | 槇徳子2     | ブーニー （声:藤原啓治） |
| 1998.1.5 | 1998.3.29  | 宮田鈴子1 大岡優一郎 | 久保田麻三留2・3・4 | （不在）    | 福田秀和2・5 | 川原みなみ6 | ブーニー （声:藤原啓治） |
| 1998.3.30 | 1998.9.27  | 宮田鈴子1 大岡優一郎 | 久保田麻三留2・3・4 | （不在）    | 福田秀和2・5 | 槇徳子      | ブーニー （声:藤原啓治） |
| 1998.9.28 | 1999.10.3  | 宮田鈴子1 大岡優一郎 | 久保田麻三留2・3・4 | 末武里佳子4 | 福田秀和2・5 | 茅原ますみ4 | ブーニー （声:藤原啓治） |
| - 1 「ニュースデスク」として出演。 - 2 『TXNニュース THIS EVENING』から続投（久保田は平日メインキャスターから）。 - 3 テレビ東京アナウンサー（当時）であるが、気象予報士として出演。 - 4 『TXNニュースアイ』も続投（末武はサブキャスターとして）。 - 5 番組プロデューサーを兼任。 - 6 槇の『ワールドビジネスサテライト』担当に伴う変更。 |            |                      |                     |             |              |             |                          |

## その他
- 前番組の『THIS EVENING』からニュース犬として活躍した「ブーニー」の書籍が2000年に2冊発売された。詳細は下記のとおり。なお、初代「ブーニー」（愛称：ブー、1人称は「オラ」）は1999年に2代目（愛称：子ブー）へ交代し、2000年6月に亡くなった。

「ブーニー」に関する書籍
- ニュース犬ブーニー物語（ポプラ元気ノンフィクション）
  - 2000年1月1日発売（ISBN-10 : 4591062791、ISBN-13 : 978-4591062791）
    - 出版：ポプラ社
    - 著者：會田貴代、福田秀和
- ニュース犬写真集 ブーニーすまいる
  - 2000年8月1日発売（ISBN-10 : 4257036087、ISBN-13 : 978-4257036081）
    - 出版：朝日ソノラマ